# 조화서
조화서(趙--, 1815년 ~ 1866년 12월 31일)는 조선의 천주교 박해 때에 순교한 한국 천주교의 103위 성인 중에 한 사람이다. 세례명은 베드로(Petrus)이다.

## 생애
조화서는 1815년에 경기도 수원에서 태어났다. 1939년에 기해박해 그의 아버지 조 안드레아가 순교하자, 조화서는 충청도 신창으로 이사하였다. 그는 교우 한 막달레나와 결혼했고, 둘 사이에 아들 조윤호 요셉을 두었다. 그 무렵 그는 최양업 토마스 신부의 복사로 봉사하였다. 1864년에 그는 전라도 전주의 성지동으로 이사하여 농사 일을 했다. 그는 아내가 죽자, 교우 김 수산나와 재혼하였다.
조화서는 낙천적인 사람이었다. 그는 천주교 신자로서의 의무를 충실히 이행하는 독실한 천주교인이 되기 위해 최선을 다했다. 그는 다른 사람들의 말을 경청하고 이해해 주는 것으로도 잘 알려져 있었다.
조화서는 외지의 소식을 접하기 어려운 외진 산지에 살고 있었다. 1866년 12월 5일에 조화서가 아들 조윤호와 함께 이웃집을 방문하였을 때, 한 무리의 포졸들이 급습하여 그를 체포하였다. 그는 포졸들에게 자신은 천주교 신자이며 아버지로부터 교리를 배웠다고 자백하였다. 하지만, 그는 자신의 아들을 제외한 다른 신자들은 알지 못한다고 말하였다.
그의 아들 조윤호가 그 집으로 들어오자, 조화서는 아들에게 도망치라고 재촉했다. 그러나, 조윤호는 도망치지 않았고, 자진하여 체포되었다. 그때 이명서 베드로와 정원지 베드로도 함께 체포되었다. 조화서, 조윤호 부자는 전주 감영으로 압송되었는데, 그 길에 부자는 서로를 격려하며 신앙을 지키기를 다짐하였다. 그 부자에 대한 이야기를 들은 비천주교인들도 그들의 강인한 신앙에 감복하였다.
그 부자는 감옥에서 여러 교우를 만났다. 조화서는 동료 수감자들이 순교를 각오토록 그들을 격려하였다. 그러함은 그가 다른 죄수들 보다 더 가혹한 고문을 받도록 만들었다. 조화서는 정문호 바르톨로메오에게도 그가 배교치 않도록 격려하였다. 조화서는 이렇게 말했다. "우리는 천국에서 풍부한 보상을 받을 것입니다." 그는 자신의 아들에게도 천국에서 함께 만날 것을 다짐하였다. 그는 후손이 끊어지는 것을 염려하는 체하며 배교를 권유하는 관장의 유혹을 물리쳤고, 교우들을 배신할 것과 그가 읽은 서양 서적들을 부정할 것을 강요받으며 여러 차례 고문을 받았지만, 모두 거부하며 이겨내었다.
그가 전주 숲정이에 있는 사형장에 다다랐을 때, 그는 경건한 자세로 천천히 십자성호를 그으며 망나니에게 하느님을 믿으라고 말했다. 1866년 12월 13일, 그곳에서 그는 52세의 나이로 참수되므로 순교하였다. 열흘 뒤인 23일에 같은 장소에서, 그의 아들 조윤호도 순교하므로, 그의 가문은 3대가 순교자가 되었다.

## 시복 · 시성
조화서 베드로는 1968년 10월 6일에 로마 성 베드로 대성당에서 교황 바오로 6세가 집전한 24위 시복식을 통해 복자 품에 올랐고, 1984년 5월 6일에 서울특별시 여의도에서 한국 천주교 창립 200주년을 기념하여 방한한 교황 요한 바오로 2세가 집전한 미사 중에 이뤄진 103위 시성식을 통해 성인 품에 올랐다.

## 참고 문헌
- 가톨릭 사전: 조화서
- Catholic Bishop's Conference Of Korea. 103 Martryr Saints: 조화서 베드로 Petrus Cho Hwa-so 보관됨 2015-02-08 - 웨이백 머신